# فهرست امیران و سرداران دوستاره نیروهای مسلح جمهوری اسلامی ایران
فهرست امیران و سرداران دوستارهٔ نیروهای مسلح جمهوری اسلامی ایران فهرستی از امیران و سرداران نیروهای مسلح جمهوری اسلامی ایران با درجهٔ دوستاره است.
علی‌رغم این که در ایران، درجه‌های سه‌ستاره و چهارستاره، به‌ترتیب با درجه‌های سپهبد و ارتشبد تعریف شده‌اند، بالاترین درجه برای افسران فعال نیروهای مسلح جمهوری اسلامی ایران، درجهٔ دوستاره یعنی «سرلشکر» است. هم‌سنگِ سرلشکر برای نیروی دریایی، درجهٔ «دریابان» می‌باشد. همچنین نام درجهٔ دوستاره در سازمان رزم سپاه پاسداران انقلاب اسلامی، به ترتیب «سرلشکر پاسدار» و «دریابان پاسدار» است.
سپاه پاسداران انقلاب اسلامی تا سال ۱۳۶۹ فاقد سیستم درجه‌بندی نظامی بود و ارتش جمهوری اسلامی ایران به صورت عمده توسط افسرانی با درجهٔ سرهنگ اداره می‌شد و تنها شمار اندکی امیر داشت. نخستین مراسم رسمی اعطای درجهٔ تیمساری در اردیبهشت ۱۳۶۶ برگزار شد که در این مراسم، تعدادی از امیران درجهٔ سرتیپی دریافت کرده و قاسمعلی ظهیرنژاد نخستین شخصی شد که درجهٔ سرلشکری را پس از انقلاب اسلامی دریافت می‌کرد. هم‌اکنون ۱۱ افسر با درجهٔ دوستاره در نیروهای مسلح جمهوری اسلامی ایران وجود دارد: ۶ افسر ارتش جمهوری اسلامی ایران و ۵ افسر سپاه پاسداران انقلاب اسلامی. تاکنون هیچ افسر دوستاره‌ای در نیروی انتظامی جمهوری اسلامی ایران مشغول به خدمت نبوده است.

## فهرست
| ر.                                                  | ر.                     | نگاره                  | نام                          | سازمان                 | نیرو                   | تاریخ دریافت درجه      | سمت‌های پس از دریافت درجهٔ دوستاره | پیش                    | پس                     |
| دارای منصب‌های فرماندهی                              | دارای منصب‌های فرماندهی | دارای منصب‌های فرماندهی | دارای منصب‌های فرماندهی       | دارای منصب‌های فرماندهی | دارای منصب‌های فرماندهی | دارای منصب‌های فرماندهی | دارای منصب‌های فرماندهی | دارای منصب‌های فرماندهی | دارای منصب‌های فرماندهی |
| --------------------------------------------------- | ---------------------- | ---------------------- | ---------------------------- | ---------------------- | ---------------------- | ---------------------- | --- | ---------------------- | ---------------------- |
|                                                     | ۱                      |                        | حسین حسنی سعدی               | ارتش                   | نزاجا                  | ناشناخته               | معاون هماهنگ‌کنندهٔ ستاد کل نیروهای مسلح (۱۳۹۵–۱۳۷۸) جانشین فرمانده قرارگاه مرکزی خاتم‌الانبیا (اکنون–۱۳۹۵) | ناشناخته               | ناشناخته               |
|                                                     | ۲                      |                        | محمدعلی جعفری                | سپاه                   | نزسا                   | ۱۲ شهریور ۱۳۸۶         | فرمانده کل سپاه پاسداران (۱۳۹۸–۱۳۸۶) فرمانده قرارگاه فرهنگی و اجتماعی بقیةالله (اکنون–۱۳۹۸) | ۲۷                     | ۱۱                     |
|                                                     | ۳                      |                        | مصطفی ایزدی                  | سپاه                   | نزسا                   | ح. ۱۳۸۷                | معاون امور راهبردی و اشراف ستاد کل نیروهای مسلح (۱۳۹۵–۱۳۸۹) فرمانده قرارگاه سایبری و تهدیدات نوین قرارگاه مرکزی خاتم‌الانبیا (اکنون–۱۳۹۵)                                                                        | ۲۹                     | ۱۷                     |
|                                                     | ۴                      |                        | سید عبدالرحیم موسوی          | ارتش                   | نزاجا                  | ۳۰ مرداد ۱۳۹۶          | فرمانده کل ارتش (۱۴۰۴–۱۳۹۶) فرمانده قرارگاه پدافند هوایی خاتم‌الانبیا (۱۴۰۰–۱۳۹۸) رئیس ستاد کل نیروهای مسلح (اکنون–۱۴۰۴)                                                                                         | ۳۸                     | ۷                      |
|                                                     | ۵                      |                        | محمد پاکپور                  | سپاه                   | نزسا                   | ۲۳ خرداد ۱۴۰۴          | فرمانده کل سپاه پاسداران (اکنون–۱۴۰۴) | ۴۶                     | ۰                      |
|                                                     | ۶                      |                        | امیر حاتمی                   | ارتش                   | نزاجا                  | ۲۳ خرداد ۱۴۰۴          | فرمانده کل ارتش (اکنون–۱۴۰۴) | ۴۱                     | ۰                      |
| فاقد منصب‌های فرماندهی                               |                        |                        |                              |                        |                        |                        | |                        |                        |
|                                                     | ۱                      |                        | علی شهبازی                   | ارتش                   | نزاجا                  | ۲۹ بهمن ۱۳۶۹           | رئیس ستاد مشترک ارتش (۱۳۷۷–۱۳۶۷) فرمانده کل ارتش (۱۳۷۹–۱۳۷۷) رئیس گروه مشاوران نظامی فرمانده کل نیروهای مسلح (اکنون–۱۳۷۹)                                                                                       | ۳۱                     | ۹                      |
|                                                     | ۲                      |                        | محسن رضایی                   | سپاه                   | —                      | ۲۹ بهمن ۱۳۶۹           | فرمانده کل سپاه پاسداران (۱۳۷۶–۱۳۶۰) | ۱۲                     | ۶                      |
|                                                     | ۳                      |                        | سید یحیی صفوی                | سپاه                   | نزسا                   | ۱۹ شهریور ۱۳۷۶         | فرمانده کل سپاه پاسداران (۱۳۸۶–۱۳۷۶) | ۱۸                     | ۱۰                     |
|                                                     | ۴                      |                        | عطاءالله صالحی               | ارتش                   | نزاجا                  | ناشناخته               | فرمانده کل ارتش (۱۳۹۵–۱۳۸۴) جانشین رئیس ستاد کل نیروهای مسلح (۱۳۹۸–۱۳۹۶) مشاور فرمانده کل نیروهای مسلح در امور ارتش (اکنون–۱۳۹۸)                                                                                | ناشناخته               | ناشناخته               |
|                                                     | ۵                      |                        | علی شمخانی                   | ارتش                   | نداجا                  | ۲۹ فروردین ۱۳۷۸        | وزیر دفاع و پشتیبانی نیروهای مسلح (۱۳۸۴–۱۳۷۶) رئیس مرکز تحقیقات راهبردی دفاعی (۱۳۹۲–۱۳۸۴) | ۲۰                     | ۲۶                     |
| درگذشتگان                                           |                        |                        |                              |                        |                        |                        | |                        |                        |
|                                                     | ۱                      |                        | سید محمدولی قرنی*            | ارتش                   | نزاجا                  | مهر ۱۳۳۶               | رئیس ستاد مشترک ارتش (۱۳۵۸–۱۳۵۷) | ۲۷                     | ۱                      |
|                                                     | ۲                      |                        | قاسمعلی ظهیرنژاد             | ارتش                   | نزاجا                  | ۱۸ اردیبهشت ۱۳۶۶       | رئیس گروه مشاوران نظامی فرمانده کل نیروهای مسلح (۱۳۷۸–۱۳۶۸) | ۳۰                     | ۱۰                     |
|                                                     | ۳                      |                        | علی صیاد شیرازی              | ارتش                   | نزاجا                  | ۱۶ فروردین ۱۳۷۸        | معاون بازرسی ستاد کل نیروهای مسلح (۱۳۷۸–۱۳۶۸) جانشین رئیس ستاد کل نیروهای مسلح (۱۳۷۸–۱۳۷۲) | ۳۴                     | ۰                      |
|                                                     | ۴                      |                        | محمدهادی شادمهر              | ارتش                   | نزاجا                  | ۱ دی ۱۳۵۸              | رئیس ستاد مشترک ارتش (۱۳۵۹–۱۳۵۸) | —                      | ۱                      |
|                                                     | ۵                      |                        | محمد سلیمی                   | ارتش                   | نزاجا                  | ۱ خرداد ۱۳۷۹           | فرمانده کل ارتش (۱۳۸۴–۱۳۷۹) | ۳۲                     | ۵                      |
|                                                     | ۶                      |                        | قاسم سلیمانی (۱۳۳۵–۱۳۹۸)     | سپاه                   | نقسا                   | ۴ بهمن ۱۳۸۹            | فرمانده نیروی قدس سپاه پاسداران (۱۳۹۸–۱۳۷۶) | ۳۱                     | ۹                      |
|                                                     | ۷                      |                        | سید حسن فیروزآبادی           | —                      | —                      | ۲۸ فروردین ۱۳۷۴        | رئیس ستاد کل نیروهای مسلح (۱۳۹۵–۱۳۶۸) | ۷                      | ۲۱                     |
|                                                     | ۸                      |                        | غلامعلی رشید (۱۳۳۲-۱۴۰۴)     | سپاه                   | نزسا                   | ۲۹ فروردین ۱۳۷۸        | جانشین رئیس ستاد کل نیروهای مسلح (۱۳۹۵–۱۳۷۸) جانشین فرمانده قرارگاه مرکزی خاتم‌الانبیا (۱۳۹۵–؟) فرمانده قرارگاه مرکزی خاتم‌الانبیا (۱۴۰۴–۱۳۹۵)                                                                    | ۲۰                     | ۲۶                     |
|                                                     | ۹                      |                        | محمد باقری (۱۳۳۹-۱۴۰۴)       | سپاه                   | نزسا                   | ح. ۱۳۸۷                | معاون اطلاعات و عملیات ستاد کل نیروهای مسلح (۱۳۹۳–۱۳۸۱) معاون هماهنگ‌کنندهٔ قرارگاه مرکزی خاتم‌الانبیا (۱۳۹۵–۱۳۸۶) معاون ارکان و امور مشترک ستاد کل نیروهای مسلح (۱۳۹۵–۱۳۹۳) رئیس ستاد کل نیروهای مسلح (۱۴۰۴–۱۳۹۵) | ۲۹                     | ۱۷                     |
|                                                     | ۱۰                     |                        | حسین سلامی (۱۳۳۸–۱۴۰۴)       | سپاه                   | نهسا                   | ۲ اردیبهشت ۱۳۹۸        | فرمانده کل سپاه پاسداران (۱۴۰۴–۱۳۹۸) | ۳۸                     | ۶                      |
|                                                     | ۱۱                     |                        | علی شادمانی                  | سپاه                   | نزسا                   | ۲۳ خرداد ۱۴۰۴          | فرمانده قرارگاه مرکزی خاتم‌الانبیا (۱۴۰۴) | ۴۶                     | ۰                      |
| دریافت‌کنندگان درجه سرلشکری از نیروهای مسلح شاهنشاهی |                        |                        |                              |                        |                        |                        | |                        |                        |
|                                                     | ۱                      |                        | سید محمدولی قرنی (۱۲۹۲–۱۳۵۸) | ارتش                   | نزاجا                  | مهر ۱۳۳۶               | رئیس ستاد مشترک ارتش (۱۳۵۸–۱۳۵۷) | ۲۷                     | ۱                      |
|                                                     | ۲                      |                        | ناصر فربد (۱۳۰۱–۱۳۹۸)        | ارتش                   | نزاجا                  | ۱۲ بهمن ۱۳۵۳           | رئیس ستاد مشترک ارتش (۱۳۵۸) | ۳۱                     | ۱                      |
|                                                     | ۳                      |                        | محمدحسین شاکر                | ارتش                   | نزاجا                  | ناشناخته               | رئیس ستاد مشترک ارتش (۱۳۵۸) | ناشناخته               | ناشناخته               |
|                                                     | ۴                      |                        | امیربهمن باقری (۱۳۰۹–۱۳۸۹)   | ارتش                   | نهاجا                  | ناشناخته               | فرمانده نیروی هوایی ارتش (۱۳۵۹–۱۳۵۸) | ناشناخته               | ناشناخته               |

- * دریافت‌کننده درجه سرلشکری از نیروهای مسلح شاهنشاهی

## امیران بازنشسته پس از انقلاب
بعد از انقلاب تعدادی از امیران ارتش با درجه سرلشکری طی دو نوبت بازنشسته شدند. این امیران عبارت بودند از:
سرلشکر حمید جهانبانی، سرلشکر علی‌اکبر ده‌پناه، سرلشکر محمدحسین شهپرمطلق، سرلشکر علیرضا ثابت آزاد، سرلشکر محمد گوران، سرلشکر مرتضی فکور، سرلشکر صادق حریری، سرلشکر حسام‌الدین حرومی، سرلشکر هرمز مقصودی، سرلشکر حسینعلی علمیه، سرلشکر علی بیات، سرلشکر حمید داوران، سرلشکر منوچهر فوزی، سرلشکر میرحسین میرموجی، سرلشکر کاظم نجفی‌نژاد، سرلشکر حبیب‌الله ثمری کرمانی، سرلشکر محمود ماهرویان، سرلشکر حسین عظیمی، سرلشکر حیدر وفا، سرلشکر فدایی.

## ترفیع افتخاری
تعدادی از امیران و سرداران پس از کشته شدن، به درجه بالاتری نایل شدند. 
سرلشکرانی که پس از کشته شدن حین خدمت به درجه سپهبدی ترفیع افتخاری یافتند. 
1. سید محمدولی قرنی
2. علی صیاد شیرازی
3. قاسم سلیمانی
4. محمد باقری
5. غلامعلی رشید
6. حسین سلامی
7. علی شادمانی [۱۴]

افرادی که پس از کشته شدن یا مرگ به درجه سرلشکری ترفیع افتخاری (Posthumous promotion) داده شدند:
1. سید مسعود منفرد نیاکی[۱۵]
2. عباس دوران[۱۶]
3. عباس بابایی[۱۷]
4. غلامرضا طرق[۱۸]
5. سید علیرضا یاسینی[۱۹]
6. ایوب حسین‌نژادی[۲۰]
7. عباس اکبری[۲۱]
8. حسین خلعتبری مکرم[۲۲]
9. حسین لشگری[۲۳]
10. غلامرضا چاغروند[۲۴]
11. علی‌اکبر شیرودی[۲۵]
12. حسن آبشناسان[۲۶]
13. سید محمد جهان‌آرا[۲۷]
14. یوسف کلاهدوز[۲۸]
15. محمدرضا دستواره[۲۹]
16. حسین خرازی[۳۰]
17. محمدابراهیم همت[۳۱]
18. محمد بروجردی[۳۲]
19. حسن باقری[۳۳]
20. ولی‌الله فلاحی[۳۴]
21. عبدالمجید بقایی[۳۵][۳۶][۳۷]
22. محمدمهدی عموشاهی[۳۸][۳۹][۴۰]
23. احمد کاظمی
24. عباس نیلفروشان
25. سید موسی نامجو
26. حسین املاکی
27. سید رضی موسوی
28. محمدرضا زاهدی[۴۱][۴۲]
29. محمدهادی حاج‌رحیمی
30. امیرعلی حاجی‌زاده
31. مهدی ربانی
32. غلامرضا محرابی
33. محمد کاظمی
34. حسن محقق
35. محسن باقری
36. محمود باقری
37. محمدسعید ایزدی
38. غلامحسین غیب‌پرور